# کتابخانه جادویی بیبی بوکنز
کتابخانه جادویی بیبی بوکنز نام کتابی‌ نوشتهٔ یوستین گردر و کلاوس هاگروپ است که در سال ۱۹۹۳ میلادی در نروژ منتشر شد.